# Serrasalmus hastatus
Serrasalmus hastatus ist eine Sägesalmlerart aus dem tropischen Südamerika. Das Artepitheton ist vom lateinischen hastatus, speerförmig, abgeleitet und bezieht sich auf den spitzen und abgeflachten Mund.

## Beschreibung

### Lebende Exemplare
Serrasalmus hastatus erreicht eine Standardlänge von 15 cm. Das Rückenprofil ist zu den Augen hin konkav und zum Ansatz der Rückenflosse leicht konvex. Die Färbung ist glänzend silbern mit einem bläulichen Schimmer. Die vertikalen Flossen sind transparent und wie bei präparierten Exemplaren pigmentiert. Das Auge ist silberblau und dorsal und ventral von der Pupille dunkel grau-blau pigmentiert.
Die Brustflossen (Pectorale) haben 14–16, die Rückenflosse (Dorsale) 15–17 und die Afterflosse (Anale) 31–34 Strahlen. Die Art hat 37–38 Wirbel, 7–8 Abdominalzähne (Serrae) und 19–21 Abdominalzähne vor den Bauchflossen.

### Präparierte Exemplare
Die Färbung ist, wie bei vielen Piranha-Arten, sehr variabel. Die Grundfärbung ist goldbraun, oberhalb der Seitenlinie zum Rücken hin dunkler. An den Seiten trägt die Art zahlreiche längliche, schmale, kurze oder längere Streifen die zum Schwanz hin gegen länger und dunkler tendieren. Die paarigen Flossen sind transparent, bei manchen Exemplaren sind die vorderen Strahlen der Brustflossen pigmentiert. Die vertikalen Flossen sind dunkel, bei den meisten Exemplaren bilden Pigmente ein diffuses distales Band. Die Augen sind goldbraun mit einem dunklen vertikalen Band dorsal und ventral zur Pupille.

## Verbreitung
S. hastatus ist endemisch in Brasilien. Die Spezies lebt im Rio Branco und Rio Negro in Amazonien. Der Holotypus stammt vom Marara-Strand des Rio Branco, Paratypen vom gleichen Ort sowie vom Überschwemmungswald von Maguari (Rio Branco) und von Anavilhanas (Rio Negro). Weitere Lebensräume ist die Mündung des Rio Branco, der Rio Uraricoera und der Rio Solimões in der Nähe von Manaus. Die Art kommt hauptsächlich in Schwarz- und Klarwasserflüssen vor.

## Lebensweise
S. hastatus kommt in ähnlichen Biotopen wie S. altuvei und S. compressus vor. Er ernährt sich wahrscheinlich unter anderem von den Flossen anderer Fischarten.

## Systematik
S. hastatus ist eine neu entdeckte Piranha-Art, die erst 2001 beschrieben wurde. Sie bildet zusammen mit S. compressus, S. geryi, S. hollandi, S. marginatus, S. rhombeus und S. sanchezi eine Klade nah verwandter Arten und kann leicht mit Serrasalmus altuvei, S. compressus, S. altispinis, oder S. geryi verwechselt werden.